# Julia Faye
Julia Faye, nata Julia Faye Maloney (Richmond, 24 settembre 1893 – Los Angeles, 6 aprile 1966), è stata un'attrice statunitense.
Scoperta dal regista Christy Cabanne, lavorò nel cinema muto, entrando a far parte degli attori della compagnia di Cecil B. DeMille.

## La carriera
Figlia di un francese, nacque in Virginia, nei pressi di Richmond, nella casa della nonna materna. Visse a St. Louis (Missouri), da dove nel 1916 si recò a Hollywood, in visita da amici. Durante un giro agli stabilimenti cinematografici, venne presentata al regista Christy Cabanne: i due, entrambi di Saint Louis, fecero amicizia, scoprendo di aver abitato per anni praticamente porta a porta. Cabanne riuscì a convincere la madre di Julia, piuttosto titubante al riguardo, a lasciar recitare la figlia.
Julia Faye apparve più di ogni altra attrice nei film di Cecil B. DeMille, prima in molti dei suoi film muti e successivamente in ogni sua pellicola da La via dei giganti (1939) in poi. Fuori dallo schermo, era l'amante di DeMille e anche quando la loro relazione finì, il regista continuò a farla recitare nei suoi film.
Tra le interpretazioni dell'attrice, si ricorda il ruolo della donna tigre ne Il barcaiuolo del Volga (1926) e quello di Martha ne Il re dei re (1927), entrambi diretti da DeMille. Il Motion Picture News del 20 novembre 1926 annotava che Turkish Delight, dov'era stata diretta da Paul Sloane, era stato fino a quel momento il suo unico film da protagonista.
Altri registi con i quali lavorò, oltre a Christy Cabanne, furono Edward Dillon, Donald Crisp, George Melford, Fred Niblo, Sam Wood, Rupert Julian. Apparve in piccoli ruoli anche in film di Fritz Lang, Frank Capra, Billy Wilder, Mitchell Leisen, Joseph Losey.
Nell'ultima parte della sua carriera passò a ruoli di caratterista e di contorno. La sua ultima apparizione fu nel 1963, nella serie televisiva Perry Mason.
Julia Faye morì di cancro a Hollywood il 6 aprile 1966 all'età di 72 anni.

## Filmografia
- The Lamb, regia di Christy Cabanne (1915)
- As in the Days of Old, regia di Francis Powers (1915)
- Don Quixote, regia di Edward Dillon (1915)
- A Movie Star, regia di Fred Hibbard (1916)
- His Auto Ruination, regia di Fred Hibbard (1916)
- His Last Laugh, regia di Walter Wright (1916)
- Bucking Society, regia di Harry Williams e William S. Campbell (1916)
- The Surf Girl, regia di Harry Edwards (1916)
- A Lover's Might, regia di Harry Edwards (1916)
- A Roadside Impresario, regia di Donald Crisp (1917)
- L'ultima dei Montezuma (The Woman God Forgot), regia di Cecil B. DeMille (1917)
- The Whispering Chorus, regia di Cecil B. DeMille (1918)
- Old Wives for New, regia di Cecil B. DeMille (1918)
- Sandy, regia di George Melford (1918)
- Till I Come Back to You, regia di Cecil B. DeMille (1918)
- Mrs. Leffingwell's Boots, regia di Walter Edwards (1918)
- The Squaw Man, regia di Cecil B. DeMille (1918)
- Venus in the East, regia di Donald Crisp (1919)
- Perché cambiate marito? (Don't Change Your Husband), regia di Cecil B. DeMille (1919)
- A Very Good Young Man, regia di Donald Crisp (1919)
- Stepping Out, regia di Fred Niblo (1919)
- Maschio e femmina (Male and Female), regia di Cecil B. DeMille (1919)
- It Pays to Advertise, regia di Donald Crisp (1919)
- The Six Best Cellars, regia di Donald Crisp (1920)
- Perché cambiate moglie? (Why Change Your Wife?), regia di Cecil B. DeMille (1920)
- Something to Think About, regia di Cecil B. DeMille (1920)
- Life of the Party, regia di Joseph Henabery (1920)
- The Snob, regia di Sam Wood (1921)
- Il frutto proibito (Forbidden Fruit), regia di Cecil B. DeMille (1921)
- Sangue di zingara (The Great Moment), regia di Sam Wood (1921)
- Fragilità, sei femmina! (The Affairs of Anatol), regia di Cecil B. DeMille (non accreditato) (1921)
- Paradiso folle (Fool's Paradise), regia di Cecil B. DeMille (1921)
- La coppia ideale (Saturday Night), regia di Cecil B. DeMille (1922)
- Nice People, regia di William C. de Mille (1922)
- La corsa al piacere (Manslaughter), regia di Cecil B. DeMille (1922)
- Nobody's Money, regia di Wallace Worsley (1923)
- Adam's Rib, regia di Cecil B. DeMille (1923)
- I dieci comandamenti (The Ten Commandments), regia di Cecil B. DeMille (1923)
- Don't Call It Love, regia di William C. deMille (1923)
- Hollywood, regia di James Cruze (1923)
- Il trionfo (Triumph), regia di Cecil B. DeMille (1924)
- The Breaking Point, regia di Herbert Brenon (1924)
- Changing Husbands, regia di Paul Iribe e Frank Urson (1924)
- Anime nel turbine (Feet of Clay), regia di Cecil B. DeMille (1924)
- Il letto d'oro (The Golden Bed), regia di Cecil B. DeMille (1925)
- Hell's Highroad, regia di Rupert Julian (1925)
- La strega di York (The Road to Yesterday), regia di Cecil B. DeMille (1925)
- Il barcaiuolo del Volga (The Volga Boatman), regia di Cecil B. DeMille (1926)
- Bachelor Brides, regia di William K. Howard (1926)
- Meet the Prince, regia di Joseph Henabery (1926)
- Corporal Kate, regia di Paul Sloane (1926)
- Il veliero trionfante (The Yankee Clipper), regia di Rupert Julian (1927)
- Il re dei re (The King of Kings), regia di Cecil B. DeMille (1927)
- His Dog, regia di Karl Brown (1927)
- The Fighting Eagle, regia di Donald Crisp (1927)
- The Main Event, regia di William K. Howard (1927)
- Turkish Delight, regia di Paul Sloane (1927)
- Chicago, ovvero: Vampate nere (Chicago), regia di Frank Urson (1927)
- Donna pagana (The Godless Girl), regia di Cecil B. DeMille (1929)
- Dinamite (Dynamite), regia di Cecil B. DeMille (1929)
- Gabbia di matti (Not So Dumb), regia di King Vidor (1930)
- Naturich la moglie indiana (The Squaw Man), regia di Cecil B. DeMille (1931)
- Solo una notte (Only Yesterday), regia di John M. Stahl (1933)
- Till We Meet Again, regia di Robert Florey (1936)
- You and Me, regia di Fritz Lang (1938)
- La via dei giganti (Union Pacific), regia di Cecil B. DeMille (1939)
- The Spellbinder, regia di Jack Hively (1939)
- Ricorda quella notte (Remember the Night), regia di Mitchell Leisen (1940)
- Giubbe rosse (North West Mounted Police), regia di Cecil B. DeMille (1940)
- Pacific Blackout, regia di Ralph Murphy (1941)
- Vento selvaggio (Reap the Wild Wind), regia di Cecil B. DeMille (1941)
- La taverna dell'allegria (Holiday Inn), regia di Mark Sandrich (1942)
- Sorelle in armi (So Proudly We Hail), regia di Mark Sandrich (1943)
- La storia del dottor Wassell (The Story of Dr. Wassell), regia di Cecil B. DeMille (1944)
- Le tre donne di Casanova (Casanova Brown), regia di Sam Wood (1944)
- Mascherata al Messico (Masquerade in Mexico), regia di Mitchell Leisen (1945)
- A ciascuno il suo destino (To Each His Own), regia di Mitchell Leisen (1946)
- Vecchia California (California), regia di John Farrow (1947)
- Easy Come, Easy Go, regia di John Farrow (1947)
- Angoscia nella notte (Fear in the Night), regia di Maxwell Shane (1947)
- Bagliore a mezzogiorno (Blaze of Noon), regia di John Farrow (1947)
- Benvenuto straniero! (Welcome Stranger), regia di Elliott Nugent (1947)
- La storia di Pearl White (The Perils of Pauline), regia di George Marshall (1947)
- Gli invincibili (Unconquered), regia di Cecil B. DeMille (1947)
- Il tempo si è fermato (The Big Clock), regia di John Farrow (1948)
- Mr. Reckless, regia di Frank McDonald (1948)
- Codice d'onore (Beyond Glory), regia di John Farrow (1948)
- La notte ha mille occhi (Night Has a Thousand Eyes), regia di John Farrow (1948)
- Giovanna d'Arco (Joan of Arc), regia di Victor Fleming (1948)
- La sconfitta di Satana (Alias Nick Beal), regia di John Farrow (1949)
- La corte di re Artù (A Connecticut Yankee in King Arthur's Court), regia di Tay Garnett (1949)
- Ho sposato un demonio (Red, Hot and Blue), regia di John Farrow (1949)
- Ultimatum a Chicago (Chicago Deadline), regia di Lewis Allen (1949)
- La colpa della signora Hunt (Song of Surrender), regia di Mitchell Leisen (1949)
- Sansone e Dalila (Samson and Delilah), regia di Cecil B. DeMille (1949)
- Linciaggio (The Lawless), regia di Joseph Losey (1950)
- Una rosa bianca per Giulia (Where Danger Lives), regia di John Farrow (1950)
- Viale del tramonto (Sunset Boulevard), regia di Billy Wilder (1950)
- Le frontiere dell'odio (Copper Canyon), regia di John Farrow (1950)
- È arrivato lo sposo (Here Comes the Groom), regia di Frank Capra (1951)
- Il più grande spettacolo del mondo (The Greatest Show on Earth), regia di Cecil B. DeMille (1952)
- I dieci comandamenti (The Ten Commandments), regia di Cecil B. DeMille (1956)
- I bucanieri (The Buccaneer), regia di Anthony Quinn (1958)